# Matěj Spurný
Matěj Spurný (* 16. března 1979 Praha) je český historik. Zabývá se sociálními dějinami po roce 1945, nacionalismem a multietnicitou a dějinami diktatur.

## Životopis
Matěj Spurný pochází z rodiny s rozvětvenými kořeny. Rodiče jeho maminky byli Židé, v příbuzenstvu z otcovy strany byli německy mluvící vídeňští Češi, později usazení na jihu Moravy. Vystudoval historii (Filozofická fakulta, 2005) a mezinárodní teritoriální studia (Fakulta sociálních věd, 2006) na Univerzitě Karlově v Praze. V roce 2010 získal doktorát na Ústavu hospodářských a sociálních dějin Filozofické fakulty UK a v roce 2018 habilitoval pro obor Moderní hospodářské a sociální dějiny. Od roku 2012 pracuje na Ústavu pro soudobé dějiny AV ČR. K 1. červnu 2025 se stal ředitelem nově zřízeného Ústavu historie Filozofické fakulty Univerzity Karlovy.

## Dílo (výběr)
- Flucht und Vertreibung. Das Ende des Zweiten Weltkrieges in Sachsen, Niederschlesien und Nordböhmen. Dresden 2008
- Bijem na poplach! Německá publicistika proti nacistickému nebezpečí (1930–1933). Praha 2009.
- Nejsou jako my. Česká společnost a menšiny v pohraničí (1945–1960). Praha 2011.
- Most do budoucnosti. Laboratoř socialistické modernity na severu Čech. Praha 2016.